# Coordenadas oblicuas

Sistema de coordenadas cartesianas oblicuo bidimensional

Un sistema de coordenadas oblicuas es un tipo de sistema de coordenadas curvilíneo donde las superficies coordenadas no son ortogonales, a diferencia de lo que sucede en el caso de las coordenadas ortogonales.
El trabajo con coordenadas oblicuas tiende a ser más complejo que con coordenadas ortogonales, ya que su tensor métrico tendrá componentes distintas de cero situadas fuera de la diagonal, lo que impide realizar numerosas simplificaciones en las fórmulas del álgebra tensorial y del cálculo tensorial. Las componentes fuera de la diagonal distintas de cero del tensor métrico son un resultado directo de la no ortogonalidad de los vectores de la base de las coordenadas, ya que por definición:
{\displaystyle g_{ij}=\mathbf {e} _{i}\cdot \mathbf {e} _{j}}
donde {\displaystyle g_{ij}} es el tensor métrico y {\displaystyle \mathbf {e} _{i}} los vectores de la base (covariantes).
Estos sistemas de coordenadas pueden resultar útiles si la geometría de un problema encaja bien en un sistema oblicuo. Por ejemplo, resolver las ecuaciones de Laplace en un paralelogramo será más fácil si se realiza en un sistema de coordenadas oblicuo adecuado.

## Coordenadas cartesianas con un eje oblicuo

Un sistema de coordenadas donde el eje x se ha desviado hacia el eje z

El caso 3D más simple de un sistema de coordenadas oblicuas es un sistema cartesiano en el que uno de los ejes (por ejemplo, el eje x) se ha desviado según un ángulo dado {\displaystyle \phi }, permaneciendo ortogonal a uno de los dos ejes restantes. Para este ejemplo, se ha desviado el eje x de un sistema de coordenadas cartesianas  hacia el eje z según un ángulo {\displaystyle \phi }, permaneciendo ortogonal al eje y.

### Álgebra y expresiones útiles
Sean {\displaystyle \mathbf {e} _{1}}, {\displaystyle \mathbf {e} _{2}} y {\displaystyle \mathbf {e} _{3}} respectivamente vectores unitarios en los ejes {\displaystyle x}, {\displaystyle y} y {\displaystyle z}, que representan una base covariante. Calcular sus productos escalares permite obtener el tensor métrico:
{\displaystyle [g_{ij}]={\begin{pmatrix}1&0&\sin(\phi )\\0&1&0\\\sin(\phi )&0&1\end{pmatrix}},\qquad [g^{ij}]={\frac {1}{\cos ^{2}(\phi )}}{\begin{pmatrix}1&0&-\sin(\phi )\\0&\cos ^{2}(\phi )&0\\-\sin(\phi )&0&1\end{pmatrix}}}
donde
{\displaystyle \quad g_{13}=\cos \left({\frac {\pi }{2}}-\phi \right)=\sin(\phi )}
y
{\displaystyle {\sqrt {g}}=\mathbf {e} _{1}\cdot (\mathbf {e} _{2}\times \mathbf {e} _{3})=\cos(\phi )},
cantidades que serán útiles más adelante.
La base contravariante viene dada por
{\displaystyle \mathbf {e} ^{1}={\frac {\mathbf {e} _{2}\times \mathbf {e} _{3}}{\sqrt {g}}}={\frac {\mathbf {e} _{2}\times \mathbf {e} _{3}}{\cos(\phi )}}}
{\displaystyle \mathbf {e} ^{2}={\frac {\mathbf {e} _{3}\times \mathbf {e} _{1}}{\sqrt {g}}}=\mathbf {e} _{2}}
{\displaystyle \mathbf {e} ^{3}={\frac {\mathbf {e} _{1}\times \mathbf {e} _{2}}{\sqrt {g}}}={\frac {\mathbf {e} _{1}\times \mathbf {e} _{2}}{\cos(\phi )}}}
La base contravariante no es muy conveniente de usar; sin embargo, aparece en las definiciones, por lo que debe considerarse, aunque se prefiera escribir cantidades con respecto a la base covariante.
Dado que todos los vectores de la base son constantes, la suma y resta de vectores será simplemente una suma y resta ordinarias de componentes. Ahora, se considera que
{\displaystyle \mathbf {a} =\sum _{i}a^{i}\mathbf {e} _{i}\quad {\mbox{and}}\quad \mathbf {b} =\sum _{i}b^{i}\mathbf {e} _{i}}
donde las sumas indican la suma de todos los valores del índice (en este caso, i = 1, 2, 3). Las componentes contravariantes y covariantes de estos vectores pueden estar relacionadas por
{\displaystyle a^{i}=\sum _{j}a_{j}g^{ij}}
para que, explícitamente,
{\displaystyle a^{1}={\frac {a_{1}-\sin(\phi )a_{3}}{\cos ^{2}(\phi )}},}
{\displaystyle a^{2}=a_{2},}
{\displaystyle a^{3}={\frac {-\sin(\phi )a_{1}+a_{3}}{\cos ^{2}(\phi )}}.}
El producto escalar en términos de componentes contravariantes es entonces
{\displaystyle \mathbf {a} \cdot \mathbf {b} =\sum _{i}a^{i}b_{i}=a^{1}b^{1}+a^{2}b^{2}+a^{3}b^{3}+\sin(\phi )(a^{1}b^{3}+a^{3}b^{1})}
y en términos de componentes covariantes
{\displaystyle \mathbf {a} \cdot \mathbf {b} ={\frac {1}{\cos ^{2}(\phi )}}[a_{1}b_{1}+a_{2}b_{2}\cos ^{2}(\phi )+a_{3}b_{3}-\sin(\phi )(a_{1}b_{3}+a_{3}b_{1})].}

### Cálculo
Por definición, el gradiente de una función escalar f es
{\displaystyle \nabla f=\sum _{i}\mathbf {e} ^{i}{\frac {\partial f}{\partial q^{i}}}={\frac {\partial f}{\partial x}}\mathbf {e} ^{1}+{\frac {\partial f}{\partial y}}\mathbf {e} ^{2}+{\frac {\partial f}{\partial z}}\mathbf {e} ^{3}}
donde {\displaystyle q_{i}} son las coordenadas x, y, z indexadas. Reconociendo esto como un vector escrito en términos de una base contravariante, se puede reescribir:
{\displaystyle \nabla f={\frac {{\frac {\partial f}{\partial x}}-\sin(\phi ){\frac {\partial f}{\partial z}}}{\cos(\phi )^{2}}}\mathbf {e} _{1}+{\frac {\partial f}{\partial y}}\mathbf {e} _{2}+{\frac {-\sin(\phi ){\frac {\partial f}{\partial x}}+{\frac {\partial f}{\partial z}}}{\cos(\phi )^{2}}}\mathbf {e} _{3}.}
La divergencia de un vector {\displaystyle \mathbf {a} } es
{\displaystyle \nabla \cdot \mathbf {a} ={\frac {1}{\sqrt {g}}}\sum _{i}{\frac {\partial }{\partial q^{i}}}\left({\sqrt {g}}a^{i}\right)={\frac {\partial a^{1}}{\partial x}}+{\frac {\partial a^{2}}{\partial y}}+{\frac {\partial a^{3}}{\partial z}}.}
y de un tensor {\displaystyle \mathbf {A} }
{\displaystyle \nabla \cdot \mathbf {A} ={\frac {1}{\sqrt {g}}}\sum _{i,j}{\frac {\partial }{\partial q^{i}}}\left({\sqrt {g}}a^{ij}\mathbf {e} _{j}\right)=\sum _{i,j}\mathbf {e} _{j}{\frac {\partial a^{ij}}{\partial q^{i}}}.}
El operador laplaciano de f es
{\displaystyle \nabla ^{2}f=\nabla \cdot \nabla f={\frac {1}{\cos(\phi )^{2}}}\left({\frac {\partial ^{2}f}{\partial x^{2}}}+{\frac {\partial ^{2}f}{\partial z^{2}}}-2\sin(\phi ){\frac {\partial ^{2}f}{\partial x\partial z}}\right)+{\frac {\partial ^{2}f}{\partial y^{2}}}}
y, dado que la base covariante es normal y constante, el operador laplaciano es lo mismo que el laplaciano por componentes de un vector escrito en términos de la base covariante.
Si bien tanto el producto escalar como el gradiente son algo complicados porque tienen términos adicionales (en comparación con un sistema cartesiano), el operador advección, que combina un producto escalar con un gradiente, resulta muy simple:
{\displaystyle (\mathbf {a} \cdot \nabla )={\biggl (}\sum _{i}a^{i}e_{i}{\biggr )}\cdot {\biggl (}\sum _{i}{\frac {\partial }{\partial q^{i}}}\mathbf {e} ^{i}{\biggr )}={\biggl (}\sum _{i}a^{i}{\frac {\partial }{\partial q^{i}}}{\biggr )}}
que se puede aplicar tanto a funciones escalares como a funciones vectoriales mediante sus componentes cuando se expresa en una base covariante.
Finalmente, el rotacional de un vector es
{\displaystyle \nabla \times \mathbf {a} =\sum _{i,j,k}\mathbf {e} _{k}\epsilon ^{ijk}{\frac {\partial a_{j}}{\partial q^{i}}}=}
{\displaystyle {\frac {1}{\cos(\phi )}}\left(\left(\sin(\phi ){\frac {\partial a^{1}}{\partial y}}+{\frac {\partial a^{3}}{\partial y}}-{\frac {\partial a^{2}}{\partial z}}\right)\mathbf {e} _{1}+\left({\frac {\partial a^{1}}{\partial z}}+\sin(\phi )\left({\frac {\partial a^{3}}{\partial z}}-{\frac {\partial a^{1}}{\partial x}}\right)-{\frac {\partial a^{3}}{\partial x}}\right)\mathbf {e} _{2}+\left({\frac {\partial a^{2}}{\partial x}}-{\frac {\partial a^{1}}{\partial y}}-\sin(\phi ){\frac {\partial a^{3}}{\partial y}}\right)\mathbf {e} _{3}\right).}